# Fritz X
Fritz X es el nombre más común para una bomba guiada antibuque alemana, lanzada desde aviones, que se utilizó durante la Segunda Guerra Mundial. Fritz X era el nombre en código que le dieron los Aliados; otros nombres incluyen Ruhrstahl SD 1400 X, X-1, PC 1400X o FX 1400 (de la última denominación surge el nombre "Fritz X"). Puede ser considerada como la precursora más importante de las modernas y precisas bombas inteligentes en servicio en las fuerzas armadas de todo el mundo.

## Diseño
La Fritz X fue un desarrollo de la bomba de alto explosivo SD 1400 (Splitterbombe  dickwandig  1400 kg; "bomba fragmentaria perforante de 1400 kg"). Recibió un morro más aerodinámico, cuatro pequeñas aletas de 1,4 m de envergadura y una cola en forma de caja. La bomba era guiada hacia su blanco mediante ondas de radio desde el avión lanzador. El tripulante que guiaba la bomba tenía que mantener contacto visual con la misma, por lo que se instalaron bengalas en las aletas con objeto de que dejasen una estela de humo que fuera fácil de visualizar desde el avión lanzador. La desventaja consistía en que el avión debía permanecer volando sobre el blanco durante el guiado, exponiéndolo a la artillería antiaérea y a los posibles aviones enemigos que pudiese haber por la zona. La Fritz X debía ser lanzada desde una altura mayor a los 4000 m. Si funcionaba correctamente, podía perforar hasta 500 mm de blindaje de acero.

## Servicio operativo

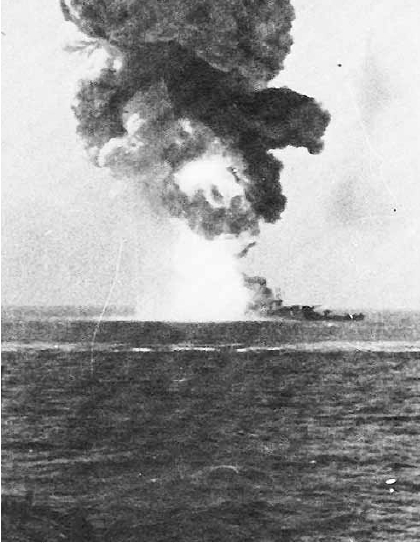
Explosión del acorazado italiano Roma tras el ser impactado por varios Fritz X.

La Fritz X fue desplegada el 29 de agosto de 1943, y el 9 de septiembre de ese mismo año la Luftwaffe consiguió su mayor victoria empleándola. Tras el armisticio de Italia con los Aliados, la flota italiana en La Spezia zarpó y puso rumbo a Malta. Para evitar que los buques cayeran en manos aliadas, 12 Dornier Do 217 del III Gruppe del KG100 despegaron para interceptarlos, cada uno cargando una Fritz X. El acorazado italiano Roma, el buque insignia de la flota, recibió múltiples impactos y se hundió tras una explosión en su arsenal de municiones. Perecieron el Almirante Carlo Bergamini, junto con 1455 hombres. En esta misma acción, su buque hermano Littorio resultó dañado.
Una semana después, los alemanes lograron tres impactos en el acorazado británico HMS Warspite que estaba apoyando el desembarco aliado en Salerno, Italia (nombre en código: Operación Avalanche). Una de las bombas penetró seis cubiertas antes de explotar contra el fondo del buque, generando un gran agujero por el que entraron 5000 toneladas de agua. A pesar de los enormes daños, el buque pudo ser remolcado hasta Malta y hubo pocas bajas. 
El sistema de control era susceptible a contramedidas electrónicas, ya sea mediante ondas de radio que bloqueaban aquellas emitidas desde el bombardero lanzador, o bien ondas de radio dirigidas a la bomba ordenándole hacer maniobras bruscas, como a la izquierda o abajo, de manera que terminase cayendo fuera de control. Para la Operación Overlord, la combinación de cazas aliados, que impedían la aproximación de bombarderos, y bloqueadores montados en los buques, evitó que las Fritz X representasen una gran amenaza para la flota de invasión. Según algunos historiadores, el destructor noruego HNoMS Svenner fue impactado por una al amanecer del Día D.

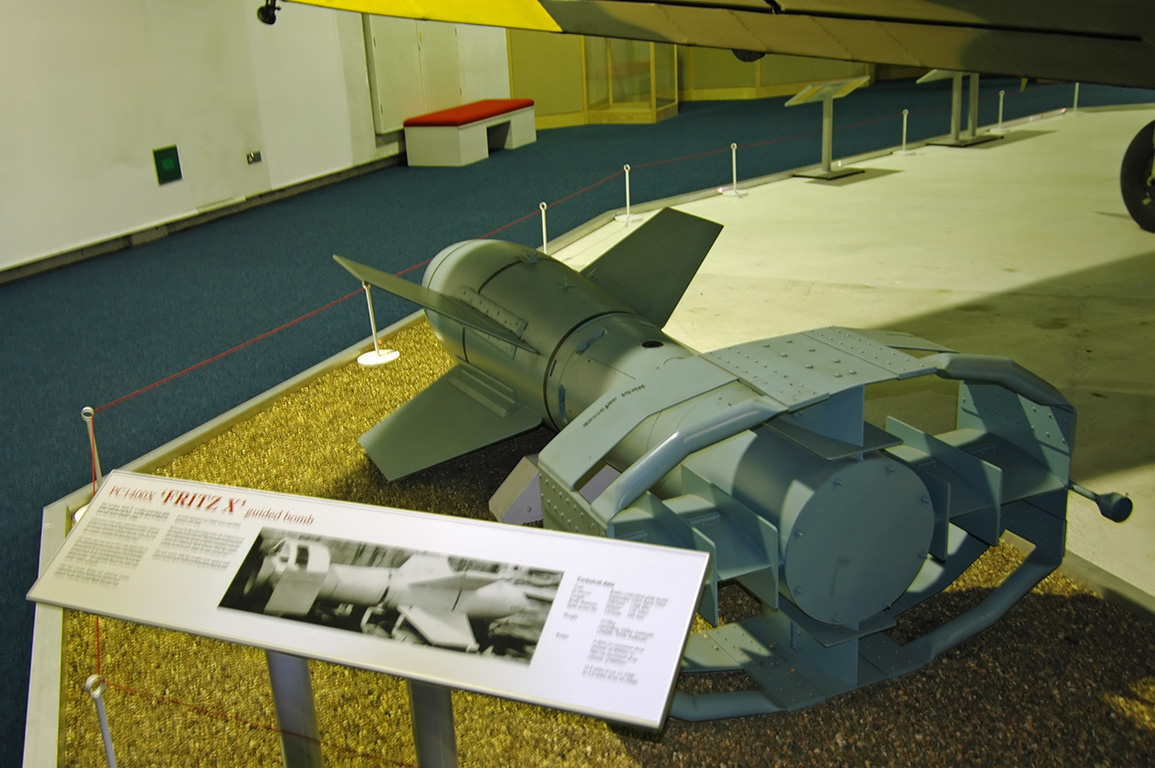
Vista trasera de una Fritz X expuesta en el Museo de la Real Fuerza Aérea Británica de Londres.

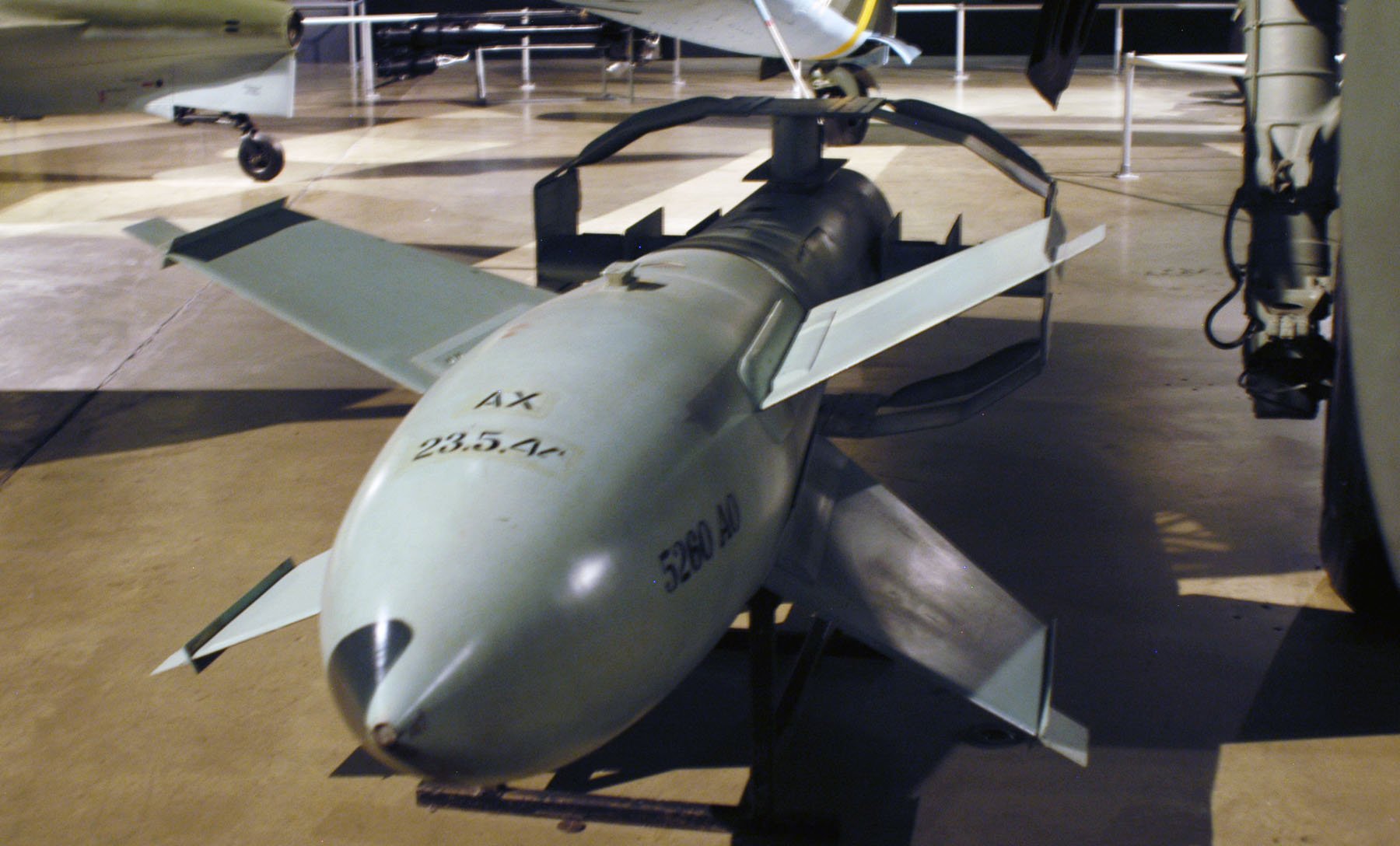
Vista frontal de una Fritz X expuesta en el Museo Nacional de la Fuerza Aérea de Estados Unidos.

Otros barcos que resultaron dañados por Fritz X: 
- El crucero estadounidense USS Philadelphia (CL-41)
- El crucero estadounidense USS Savannah (CL-42)
- El crucero británico HMS Uganda (C66)
- El crucero antiaéreo británico HMS Spartan (95) (hundido)
- El destructor británico HMS Janus (F53) (hundido)
- El buque hospital HMHS Newfoundland (hundido)